# کارول باربی
کارول باربی (انگلیسی: Carol Barbee؛ زادهٔ ۲۲ مهٔ ۱۹۵۹) هنرپیشه، فیلم‌نامه‌نویس، و بازیگر تلویزیون اهل ایالات متحده آمریکا است.
از فیلم‌ها یا برنامه‌های تلویزیونی که وی در آن نقش داشته‌است می‌توان به جان‌سخت ۲ اشاره کرد.